# Rúben Brígido
Rúben Luís Maurício Brígido, noto semplicemente come Rúben Brígido (Leiria, 23 giugno 1991), è un calciatore portoghese, centrocampista o ala svincolato.